# To Mænd fra Sandy Bar
To Mænd fra Sandy Bar er en amerikansk stumfilm fra 1916 af Lloyd B. Carleton.

## Medvirkende
- Hobart Bosworth som John Oakhurst
- Jack Curtis som Pritchard
- Charles H. Hickman som oberst Starbottle
- Emory Johnson som Sandy Morton
- Yona Landowska som Dona Jovita Castro